# Birger Stuevold-Hansen
Birger Stuevold-Hansen, född 14 augusti 1870 i Trondheim, död 13 augusti 1933, var en norsk jurist och ämbetsman.
Stuevold-Hansen blev juris kandidat 1895, overretssagfører i Molde 1898 och høyesterettsadvokat 1906. Han var flera gånger konstituerad amtman i Romsdals amt, representerade detta amts tredje valkrets i Stortinget (Venstre) 1913–15 samt var 1909–17 medlem av högfjällskommissionen och sedan 1915 dennas ordförande. 
År 1917 ingick Stuevold-Hansen i regeringen som provianteringsminister, med en utomordentligt sträng ransonering av landets livsmedel som program, och var därefter handelsminister 1919–20. År 1920 blev han generaldirektör i den nyupprättade centralstyrelsen för "vasdrags- og elektricitetsvæsenet", men tog avsked i november 1925 för att bli praktiserande advokat i Oslo. År 1926 blev han medlem av svensk-norska kommissionen rörande gränsvattendragen.